# Schlagobers
Schlagobers (Vispgrädde), opus 70, är en balett i två akter med libretto och musik av Richard Strauss. Den komponerades 1921–22 och uruppfördes på Wiener Staatsoper den 9 maj 1924.

## Bakgrund

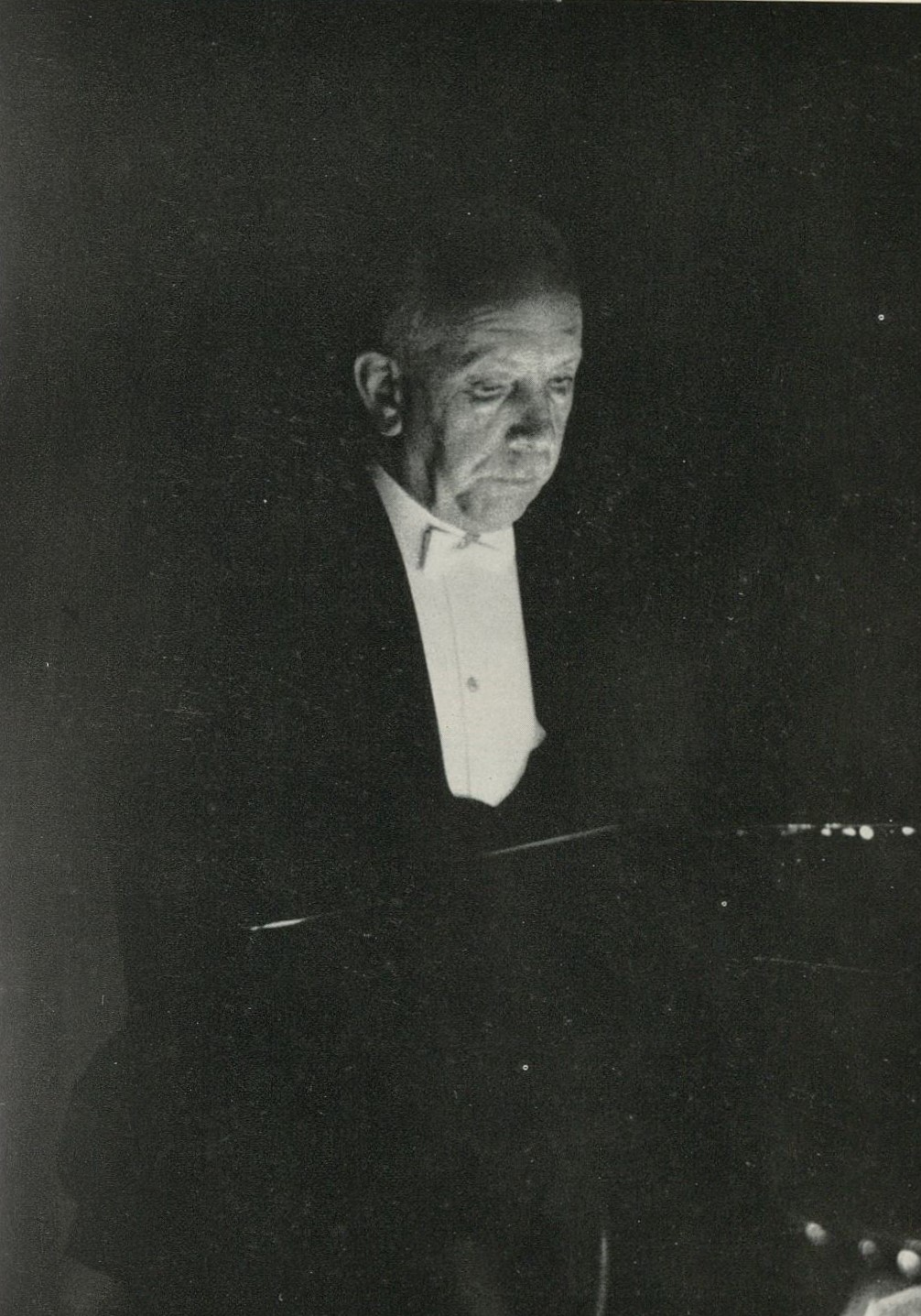
Richard Strauss dirigerar Schlagobers i Wien.

Medan han var chef för Wiener Staatsoper tillsammans med Franz Schalk från 1919 till 1924 försökte Strauss återuppliva det inhemska balettkompaniets framgångar. Han rekryterade koreografen Heinrich Kröller (1880–1930) från Staatsoper Berlin och samarbetade med honom i en rad produktioner, där han satte upp sitt tidigare verk för Ballets Russes Josephs Legende (1922) och arrangerade om Schumanns, François Couperins, Beethovens och Glucks musik för Karneval (1922), Ballettsoirée (1923), Athens ruiner (1924) och Don Juan (1924). Mest ambitiös var Schlagobers, som uruppfördes under det officiella firandet av tonsättarens sextioårsdag. Eftersom hans förhållande till librettisten Hugo von Hofmannsthal var lite ansträngt vid den här tiden, skrev han själv librettot till baletten och uppfattade detta som en lätt ironisk hyllning till wiens kaffehuskultur.

## Scenario
En grupp barn firar sin konfirmation i ett Konditorei (ett wienskt konditori), där många av konfekten får liv i marsipanmarscher och chokladdanser. Efter att ha ätit för mycket blir en pojke sjuk och hallucinerar, vilket leder till prinsessan Pralinées fest, en trio amorösa likörer och ett upplopp av kakor som lugnas av öl.
Scenariot påminner en del om Nötknäpparen, som förblev ospelad i väst fram till 1929.

## Musik
Strauss partitur använder sig av en tematisk-utvecklande behandling av motiv och var, enligt den samtida kritikern Julius Korngold, "alltför utstuderat konstnärlig, alltför massiv och tungt utvecklad, och inte tillräckligt dansant ... Den lätta vispgrädden vispas i en prålig skål."

## Premiär
Kröllers koreografi kan delvis rekonstrueras utifrån bevarade teckningar och dansnotationer, medan skisser av många av de 287 kostymer och scenografier som skapades av husets designers har överlevt. Extravagansen i uppsättningen, som kostade cirka fyra miljarder österrikiska kronor – en samtida nyuppsättning av Richard Wagners Rienzi kostade däremot bara tvåhundra miljoner kronor – ledde till att den kallades Milliardenballett eller "miljardärsbaletten", och i en tid av matbrist och hyperinflation kan det delvis förklara dess problemfyllda mottagande. Strauss ansåg kritiken vara orättvist, och Romain Rolland citerade kompositören i en dagboksanteckning från den 12 maj 1924: "Jag förväntas alltid komma med idéer, stora idéer. Jag antar att jag har rätt, eller hur, att skriva den musik som passar mig. Jag står inte ut med vår tids tragedi. Jag vill göra människor glada. Jag behöver det här." Verket framfördes inte i sin helhet på flera decennier på grund av ihärdig kritik. Det var inte förrän 150-årsjubileet av Richard Strauss födelse närmade sig som baletten återinfördes i repertoaren, som i Carnegie Hall i New York City 2013.

## Politisk undertext
Medan de tre amorösa spritdryckerna i den slutliga versionen är Marianne Chartreuse, Ladislaw Slivovits och Boris Wutki, representanter för Frankrike, Polen och Ryssland, var den ursprungliga avsikten att tysken Michel Schnapps istället skulle vinna Mariannes hand, en symbol för politisk försoning eller till och med återuppväckt tysk virilitet. Även i tidigare sketcher viftades röda fanor mitt bland de upproriska proletära kakorna, med Revolutionspolkan dirigerad av matzbröd.